# Chorągiew kozacka Tomasza Zamoyskiego (Plucińskiego)

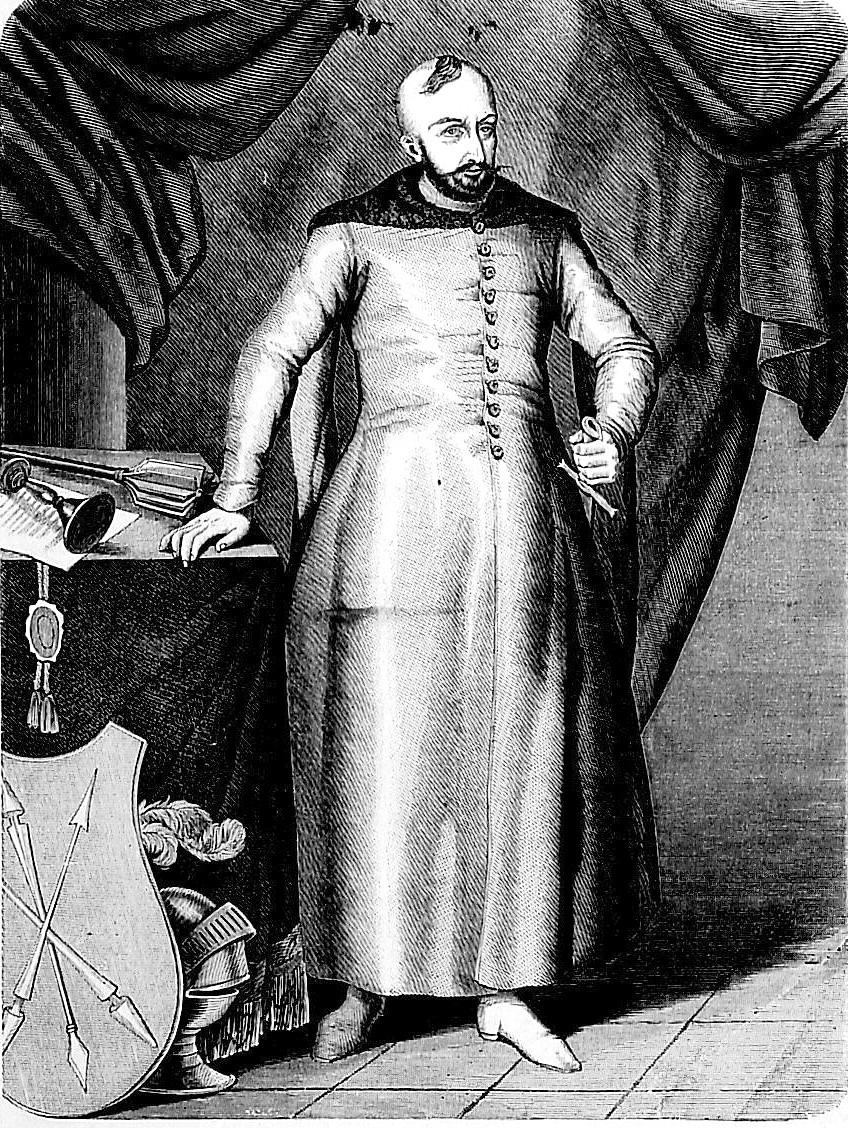
Tomasz Zamoyski herbu Jelita

Chorągiew kozacka prywatna Tomasza Zamoyskiego – chorągiew jazdy kozackiej I połowy XVII wieku, okresu wojen ze Szwedami i Rosją.
Szefem tej chorągwi był wojewoda kijowski, Tomasz Zamoyski herbu Jelita, podkanclerzy koronny od 1628 i kanclerz wielki koronny od 1635 roku, natomiast faktycznym dowódcą – Aleksander Pluciński.
Stan liczebny tej chorągwi we wrześniu 1633 roku wynosił 150 koni.